# NGC 7550
NGC 7550 (другие обозначения — PGC 70830, UGC 12456, MCG 3-59-15, ZWG 454.12, Arp 99, HCG 93A) — галактика в созвездии Пегас.
Этот объект входит в число перечисленных в оригинальной редакции «Нового общего каталога», а также включён в атлас пекулярных галактик.